# Nearer My God to Thee (film 1917)
Nearer My God to Thee è un film muto del 1917 diretto da Cecil M. Hepworth.

## Trama
Un insegnante storpio adotta la bambina di un'assistente che lui ama ma che è sposata con un criminale.

## Produzione
Il film fu prodotto dalla Hepworth.

## Distribuzione
Distribuito dalla Moss, il film uscì nelle sale cinematografiche britanniche nel novembre 1917.
Si pensa che sia andato distrutto nel 1924 insieme a gran parte degli altri film della Hepworth. Il produttore, in gravissime difficoltà finanziarie, pensò in questo modo di poter almeno recuperare l'argento dal nitrato delle pellicole.